# Beach House
Beach House er en dream pop-duo fra Baltimore, Maryland. Bandet blev dannet i 2004 og består af Victoria Legrand og Alex Scally. Deres selvbetitlede og kritikerroste debutalbum blev udgivet i 2006. Sidenhen har bandet udgivet yderligere fem fuldlængde albums, der alle er blevet rost og har været med til at øge gruppens popularitet. Det drejer sig om pladerne Devotion i 2008, Teen Dream i 2010, Bloom i 2012, Depression Cherry samt Thank Your Lucky Stars (begge udgivet i 2015 i henholdsvis august og oktober) B-sides and Rarities i 2017 og senest deres syvende plade navngivet "7" i 2018. Beach House har optrådt i Danmark ved flere lejligheder, bl.a. i forbindelse med Roskilde Festival 2010.

## Historie
Bandet blev dannet i 2004 og udgav i 2006 albummet Beach House som blev kritisk velmodtaget og bl.a. kåredes af Pitchfork som det 16. bedste album udgivet det år. I 2008 blev Devotion udgivet, og i 2010 slap man Teen Dream der ligesom det første album opnåede positive anmeldelser.

## Diskografi

### Albums
- Beach House (2006)
- Devotion (2008)
- Teen Dream (2010)
- Bloom (2012)
- Depression Cherry (2015)
- Thank Your Lucky Stars (2015)
- 7 (2018)
- Once Twice Melody (2022)